# Mitch McConnell
Addison Mitchell McConnell Jr. (* 20. února 1942, Sheffield, Alabama) je americký politik, senátor USA a do roku 2025 předseda republikánské menšiny v Senátu. Je tzv. starším senátorem (senior senator) za stát Kentucky a zatím nejdéle sloužícím senátorem za tento stát v historii Senátu.

## Mládí a vzdělání
McConnell je potomkem Američanů skotsko-irského a anglického původu. Je synem Addisona Mitchella McConnella a jeho manželky Julie roz. Shockley. Narodil se 20. února 1942 v Sheffieldu ve státě Alabama a jako malé dítě byl vychován v blízkém městě Athens.
Jako dítě překonal dětskou obrnu, kterou onemocněl, když mu byly dva roky, přičemž náklady na jeho léčbu nesla dobročinná organizace. McConnell sám doznal v roce 1990, že jeho rodina se kvůli nákladům spojeným s touto nemocí „téměř finančně zhroutila“.
Ve věku osmi let se s rodinou přestěhoval do státu Georgie, později pak do Louisville ve státě Kentucky, kde navštěvoval střední školu duPont Manual High School.
Studoval na University of Louisville a zakončil tuto vysokou školu v roce 1964 jako bakalář (B.A.) politických věd s vyznamenáním.

## Politická kariéra
Mitch McConnell se poprvé stal senátorem roku 1985, jako první senátor z Kentucky za Republikánskou stranu od roku 1968.

### Vztahy s Donaldem Trumpem
Při prezidentské kampani roku 2016 podpořil zprvu kandidáta Randa Paula. Po ukončení Paulovy kampaně podpořil prezidentskou kandidaturu Donalda Trumpa. Nicméně v roce 2021 McConnell prohlásil, že podle něj je Trump morálně zodpovědný za lednový útok svých příznivců do budovy Kongresu. Při hlasování o ústavní žalobě proti Trumpovi se však vyslovil pro jeho osvobození. Přesto Trump na McConnella zaútočil, že „nikdy neudělá, co bude potřeba, co bude správné pro naši zemi“ a dále, že „je zasmušilý, mrzutý a zamračený politický oportunista, a pokud republikánští senátoři zůstanou na jeho straně, už nikdy nevyhrají“. V listopadu 2022 označil Donald Trump McConella za slabocha.

### Konec ve funkci
V únoru 2024 uvedl, že skončí ve funkci předsedy Republikánské strany v americkém senátu. I nadále nicméně bude chtít působit jako řadový senátor.